# Corea del Sud ai Giochi della XVIII Olimpiade
La Corea del Sud partecipò ai Giochi della XVIII Olimpiade, svoltisi a Tokyo dal 10 al 24 ottobre 1964, con una delegazione di 154 atleti impegnati in 17 discipline per un totale di 93 competizioni.
Il bottino della squadra, alla sua quinta partecipazione di Giochi estivi, fu di due medaglie d'argento e una di bronzo.

## Medagliere

### Per discipline
| Sport        | Oro | Argento | Bronzo | Totale |
| ------------ | --- | ------- | ------ | ------ |
| Lotta libera | 0   | 1       | 0      | 1      |
| Pugilato     | 0   | 1       | 0      | 1      |
| Judo         | 0   | 0       | 1      | 1      |
| Totale       | 0   | 2       | 1      | 3      |

### Medaglie
| Medaglia | Atleta          | Sport        | Evento         |
| -------- | --------------- | ------------ | -------------- |
| Argento  | Jang Chang-Seon | Lotta libera | Pesi mosca     |
| Argento  | Jeong Sin-Jo    | Pugilato     | Pesi gallo     |
| Bronzo   | Kim Ui-Tae      | Judo         | 80 kg maschile |

## Risultati

### Pallacanestro
| Atleta | Classifica |
| --- | ---------- |
| V · D · M Nazionale sudcoreana - Pallacanestro ai Giochi della XVIII Olimpiade 4 Ha · 5 Lee · 6 Kim Yeong-gi · 7 Kim J. · 8 Mun · 9 Kim M. · 10 Sin · 11 Bang · 12 Kim I. · 13 Kim Yeong-il · 14 Kim S. · 15 Jeong · All. Kim Hui | 16°        |
| Nazionale sudcoreana - Pallacanestro ai Giochi della XVIII Olimpiade |            |
| 4 Ha · 5 Lee · 6 Kim Yeong-gi · 7 Kim J. · 8 Mun · 9 Kim M. · 10 Sin · 11 Bang · 12 Kim I. · 13 Kim Yeong-il · 14 Kim S. · 15 Jeong · All. Kim Hui                                                                                |            |